# Сологубов (Лельчицкий район, посёлок)
Сологубов (бел. Салагубаў) — посёлок в Дубровском сельсовете Лельчицкого района Гомельской области Беларуси.
На севере урочища Степанов Кут и Бега.

## География

### Расположение
В 89 км на запад от Лельчиц, 96 км от железнодорожной станции Ельск (на линии Калинковичи — Овруч), 246 км от Гомеля.

## Транспортная сеть
Транспортные связи по просёлочной, затем автомобильной дороге Средние Печи — Лельчицы. Планировка состоит из 2 коротких, параллельных между собой меридиональных улиц, застроенных двусторонне, плотно, деревянными домами усадебного типа.

## История
Основан в начале XX века переселенцами из соседних деревень, в Тонежской волости Мозырского уезда Минской губернии. В 1931 году жители вступили в колхоз. Согласно переписи 1959 года располагались участок Хвоенского леспромхоза, 9-летняя школа.

## Население

### Численность
- 2004 год — 17 хозяйств, 28 жителей.

### Динамика
- 1908 год — 10 дворов.
- 1959 год — 433 жителя (согласно переписи).
- 2004 год — 17 хозяйств, 28 жителей.